# Âge cinématique
En astronomie, dans le domaine de la physique des pulsars, l'âge cinématique d'un pulsar est défini par le temps mis par le pulsar pour migrer de son lieu d'origine à sa position actuelle. L'âge cinématique intervient du fait que l'explosion de la supernova qui donne naissance au pulsar est souvent asymétrique, celui-ci étant parfois expulsé de son lieu de naissance à une vitesse de plusieurs centaines de kilomètres par seconde.

## Deux possibilités
Le « lieu de naissance » du pulsar regroupe de configuration distinctes, qui dépendent de l'âge du pulsar :
- Dans le cas d'un pulsar jeune, dont le rémenant ne s'est pas encore dissipé, le lieu de naissance est le rémanent lui-même ;
- Dans le cas d'un pulsar plus âgé, le lieu de naissance est le plan galactique, dont le pulsar a fini par s'éloigner du fait de sa vitesse initiale suffisamment élevée.

## Pulsars âgés
Un pulsar est un objet dont il est présumé qu'il naît à la suite de l'explosion d'une étoile massive en fin de vie. Les étoiles massives ont une durée de vie relativement courte (quelques millions à quelques dizaines de millions d'années), aussi les pulsars sont-ils issus des régions de formation d'étoiles. Dans notre Galaxie, de telles régions sont aujourd'hui confinées au plan du disque de la galaxie, aussi est-il communément admis que les pulsars naissent dans cette zone. De plus, le mécanisme d'explosion d'une supernova est suffisamment asymétrique pour qu'un pulsar soit animé d'un mouvement propre important, pouvant atteindre 1 000 km/s. Une telle vitesse, de l'ordre de la vitesse de libération de la Galaxie, est suffisante pour permettre au pulsar de s'éloigner, du moins dans un premier temps, du plan galactique.
Cette observation est confirmée par diverses données observationnelles indiquant qu'une grande majorité de pulsars sont animés d'un mouvement propre tendant à les éloigner du plan galactique, quoique cette tendance ne soit pas partagée par la totalité des pulsars.

### Mesure et formule
L'âge cinématique se mesure en connaissant la vitesse d'éloignement du pulsar du plan galactique. Comme le système solaire est lui-même situé dans le plan galactique, la vitesse d'éloignement d'un pulsar du plan galactique correspond, si le pulsar n'est pas à trop haute latitude galactique, à la vitesse transverse du pulsar. Cette vitesse est mesurable en observant d'une part son mouvement propre μ (c'est-dire son déplacement sur la sphère céleste) et d'autre part sa distance D.
La vitesse v du pulsar s'écrit
{\displaystyle v=D\mu },
μ étant exprimé en radians par seconde. L'âge cinématique, tcin se déduit alors en divisant la distance d du pulsar au plan galactique par la composante orthogonale de la vitesse à ce dernier, la distance d se déduisant de D par la connaissance de la latitude galactique b du pulsar :
{\displaystyle d={\frac {D}{\sin b}}},
{\displaystyle t_{\rm {cin}}={\frac {d}{v_{\perp }}}},
soit
{\displaystyle t_{\rm {cin}}={\frac {1}{\mu _{\perp }\sin b}}}.
Le résultat important est que l'âge cinématique ne nécessite pas de connaître la distance du pulsar à l'observateur, qui serait entachée de nombreuses sources d'incertitude. C'est par contre la mesure du mouvement propre qui est relativement difficile, celui-ci étant faible et nécessitant en général des techniques d'interférométrie à très longue base dans le domaine radio (VLBI).

## Pulsars jeunes
Quand les pulsars sont suffisamment jeunes (quelques dizaines de milliers d'années), il est en général possible d'identifier le rémanent qui leur est associé. Du fait de sa vitesse initiale non nulle conférée par l'explosion, le pulsar se déplace par rapport au rémanent, son mouvement propre étant systématiquement dirigé à l'opposé de la direction qui le relie au centre géométrique du rémanent. Dans ce cas, l'âge cinématique du pulsar correspond simplement au rapport entre la distance angulaire du pulsar au centre et l'amplitude de son mouvement propre.

## Corrélation avec l'âge caractéristique
Il existe une autre méthode permettant d'estimer l'âge d'un pulsar, à partir de l'observation du ralentissement de leur période de rotation. Cette autre estimation de l'âge des pulsars, appelée âge caractéristique, peut être comparée à l'âge cinématique. En pratique, ce dernier est significativement plus facile à mesurer. On vérifie qu'il existe une corrélation certaine entre les deux âges, quoique les incertitudes sur l'âge cinématique, résultant de la difficulté de mesurer le mouvement propre, rendent la corrélation relativement incertaine. Il existe cependant un débat quant à la persistance de cette corrélation pour les âges élevés, où il semble que l'âge cinématique croisse plus vite que l'âge caractéristique. La solution à ce paradoxe pourrait éventuellement venir du fait que l'âge caractéristique pourrait être sous-évalué si le champ magnétique du pulsar, responsable de son ralentissement, décroît au cours du temps. Un tel phénomène est indirectement observé dans les pulsars âgés, appelés pulsars milliseconde, dont le champ magnétique est effectivement significativement plus faible que dans les jeunes pulsars, avec un temps caractéristique de décroissance de l'ordre de quelques millions d'années.
Dans le cas des pulsars jeunes, la comparaison entre les âges cinématique et caractéristique révèle que ce dernier est souvent notablement plus grand que le premier. Cela est pense-t-on dû au fait que l'âge caractéristique ne peut être une mesure fiable de l'âge réel que si la période de rotation initiale du pulsar est négligeable par rapport à sa période de rotation actuelle, situation qui ne se produit pas nécessairement toujours, surtout dans le cas de pulsars jeunes. Un exemple explicite de cette situation est donné par l'association SNR G180.8-02.2/PSR J0538+2817. L'âge caractéristique du pulsar est de l'ordre de 600 000 ans, alors que l'âge estimé du rémanent n'est que de quelques dizaines de milliers d'années, compatible avec l'âge cinématique du pulsar.